# Vazul Alexovics
Vazul Alexovics (n. 4 ianuarie 1742, Eger-d.2 aprilie 1796, Pesta) a fost un scriitor, autor de scrieri teologice, profesor și călugăr paulit maghiar.